# 天津市审计局
天津市审计局是中华人民共和国天津市人民政府主管全市审计工作的方针、政策；参与拟定审计、财经方面的法规；制定审计工作规划、计划和规章制度，并监督执行工作的组成部門。

## 市局部门
- 办公室
- 法制处
- 人事教育处
- 信息化处
- 离退休干部处
- 纪检监察处
- 财政处
- 金融处
- 经贸处
- 社会保障处
- 固定资产投资处
- 外资运用处
- 农业资源环保处
- 经济责任处
- 计划发展分局
- 政法分局
- 机关事务分局
- 滨海分局
- 科培中心[1]

## 区县审计机关
- 和平区审计局
- 河西区审计局
- 南开区审计局
- 河东区审计局
- 河北区审计局
- 红桥区审计局
- 东丽区审计局
- 西青区审计局
- 津南区审计局
- 北辰区审计局
- 塘沽区审计局
- 汉沽区审计局
- 大港区审计局
- 开发区审计局
- 武清区审计局
- 宝坻区审计局
- 静海县审计局
- 宁河县审计局
- 蓟县审计局[2]